# Adamoli-Cattani
 (février 2016).
Si vous disposez d'ouvrages ou d'articles de référence ou si vous connaissez des sites web de qualité traitant du thème abordé ici, merci de compléter l'article en donnant les références utiles à sa vérifiabilité et en les liant à la section « Notes et références ».
Pour les articles homonymes, voir Adamoli et Cattani.
L'Adamoli-Cattani est un prototype d'avion de chasse italien de la Première Guerre mondiale.

## Histoire
En 1918 deux ingénieurs italiens s’associèrent pour produire à risque privé le plus petit chasseur monoplace possible autour du moteur le plus puissant disponible, un Le Rhône en étoile de 200 ch. L’idée était ambitieuse mais le résultat fut un biplan monoplace de facture assez classique, si ce n’est le remplacement des ailerons par un bord d’attaque articulé. Commencée à l’usine Farina de Turin, la construction s’acheva chez Officine Monceniso à Condoue. Les essais au sol montrèrent que le moteur ne fournissait que 80 % de sa puissance en raison de son type de montage. Le chasseur était donc sous-motorisé et l’armistice rendit tout projet d’amélioration inutile. Il est peu probable que l’armement prévu (2 mitrailleuses de 7,7 mm) ait même été installé sur le prototype.

### Aéronefs comparables
- Nieuport-Delage NiD.29